# Andrzej Modrzejowski
Andrzej Ignacy Modrzejowski (ur. 26 lutego 1933 w Sosnowcu, zm. 22 grudnia 2011 w Bydgoszczy) – polski architekt, członek Stowarzyszenia Architektów Polskich (SARP) Oddział Bydgoszcz oraz Kujawsko-Pomorskiej Okręgowej Izby Architektów RP.

## Życiorys
Absolwent Wydziału Architektury Politechniki Warszawskiej (1962). Od 1963 roku związany zawodowo z Bydgoszczą. Pracował przy projektach architektonicznych i urbanistycznych, współtworząc zespoły projektowe w ramach konkursów krajowych oraz realizując obiekty użyteczności publicznej.

## Wybrane realizacje

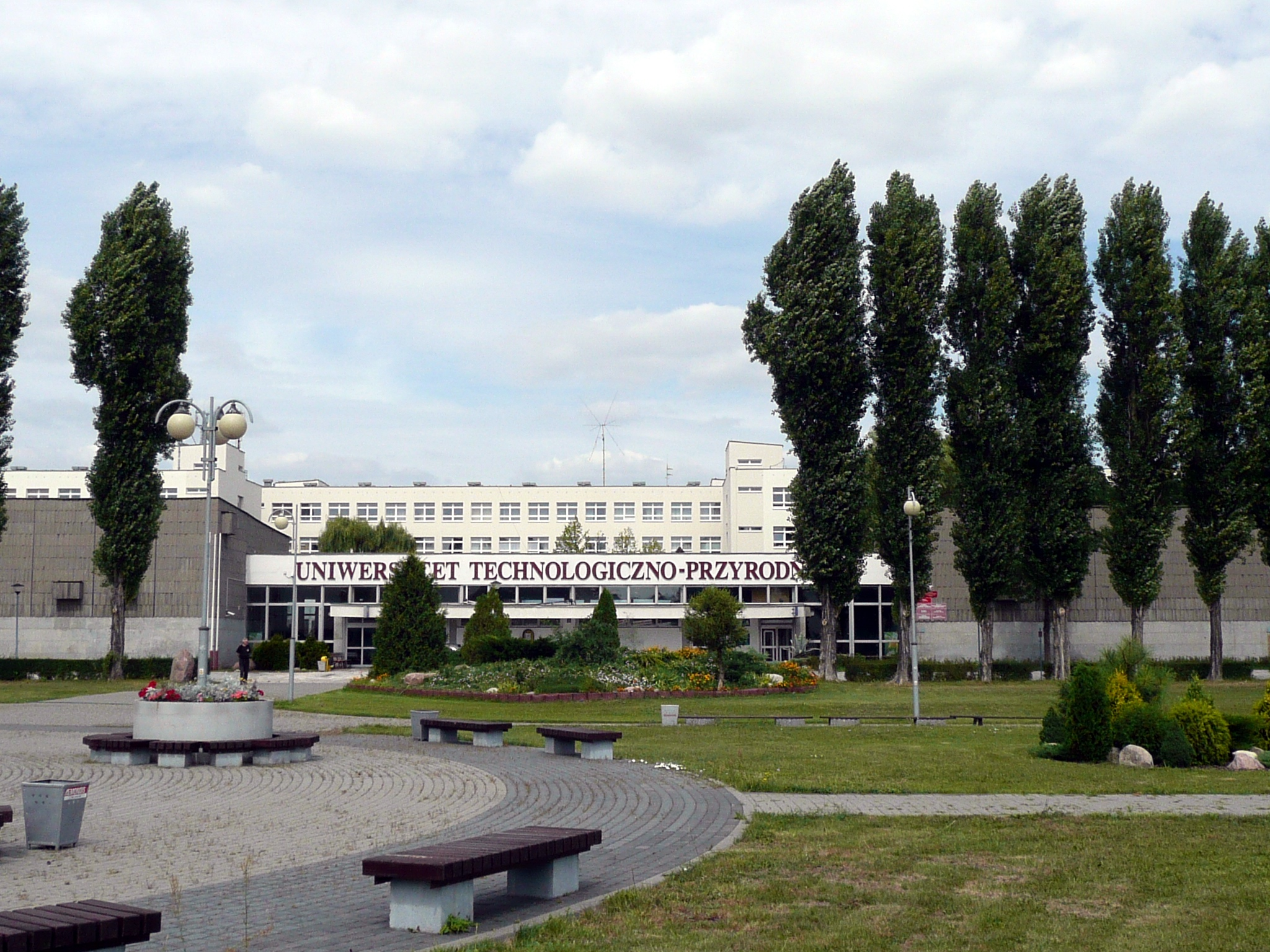
Politechnika Bydgoska

- Osiedle Wyżyny w Bydgoszczy - jako główny architekt (początek prac w 1971)[2]
- Zespół obiektów Instytutu Elektroniki i Telekomunikacji Akademii Techniczno-Rolniczej w Bydgoszczy – współpraca z Zdzisławem i Rafałem Kostrzewą. Projekt uhonorowany Nagrodą Ministra Budownictwa i Przemysłu Materiałów Budowlanych II stopnia (1978).[3]
- Osiedla Przylesie i Bajka (budowa od 1985) w bydgoskim Fordonie[4]
- Węzeł Komunikacyjny Młociny w Warszawie (2009) – współautor (Z. Kostrzewa, A. Sałbut, A. Szyszło, A. Szyszło) – wyróżnienie w konkursie „Polski Cement w Architekturze 2009”.

## Konkursy architektoniczne
Brał udział w licznych konkursach organizowanych przez SARP, zdobywając nagrody i wyróżnienia:
- Centrum I, Bydgoszcz (1966) – wyróżnienie równorzędne (z Z. Kostrzewą);
- Śródmieście Malborka (1967) – wyróżnienie I stopnia;
- Ośrodek Uniwersytecki w Poznaniu (SARP 410, 1968) – wyróżnienie III (z Z. Kostrzewą i zespołem);
- Osiedle Zachód, Stargard Szczeciński (SARP 430, 1969) – II nagroda;
- Budynek jednorodzinny do masowej realizacji w woj. bydgoskim (1973) – II nagroda;
- Osiedla przyszłościowe: Glinki (Szczecin, 1974 – II nagroda), Wieliczka (1974 – wyróżnienie I stopnia), Tarchomin (Warszawa, 1974 – wyróżnienie III stopnia).

## Odznaczenia
- Brązowa Odznaka SARP (1974)
- Nagroda II stopnia Ministra Budownictwa i PMB

## Przynależność
Członek SARP O. Bydgoszcz, Kujawsko-Pomorskiej Okręgowej Izby Architektów RP oraz Okręgowego Sądu Koleżeńskiego SARP.